# Paso huanquilla

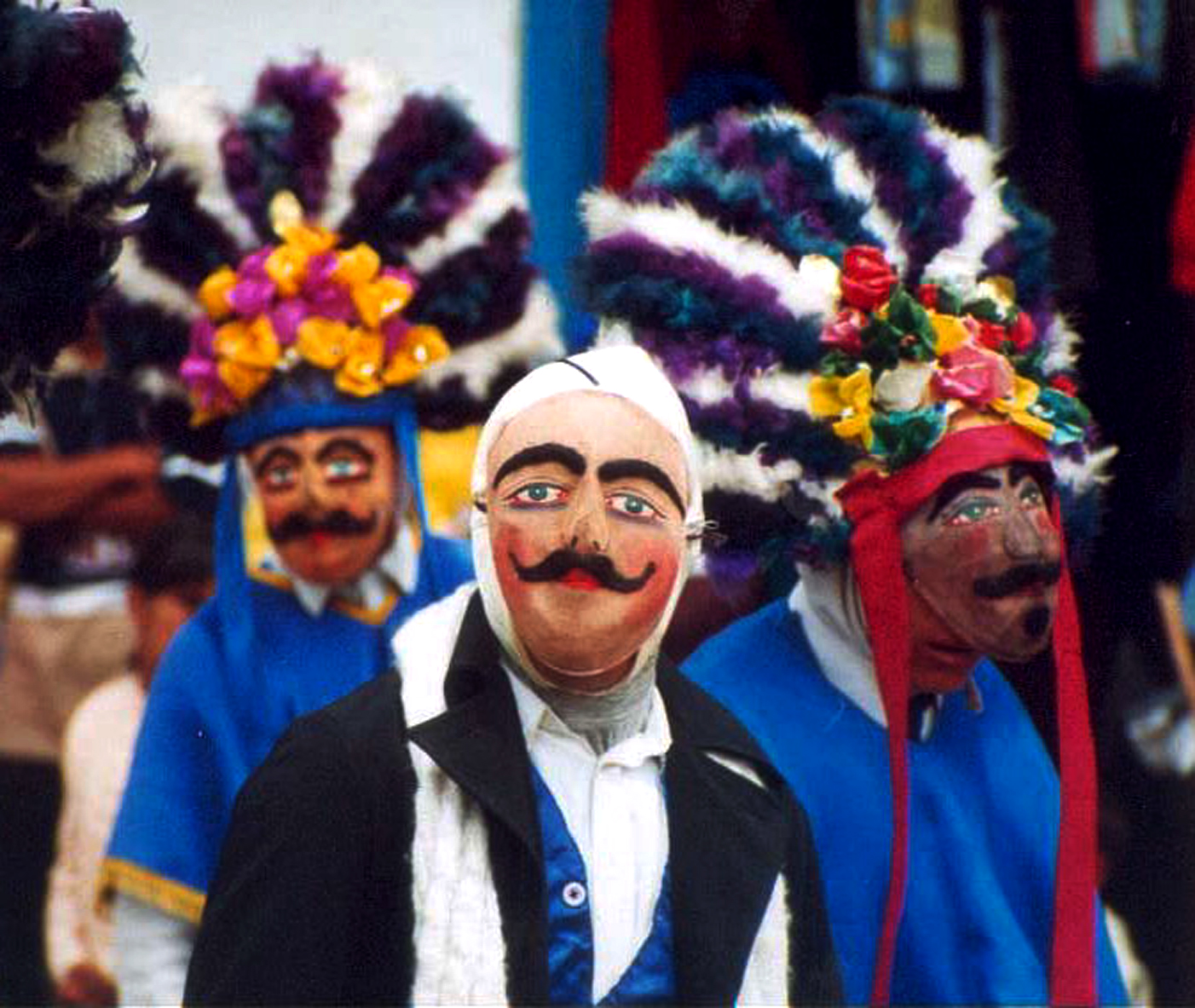
Danzatori di paso huanquilla.

Il paso huanquilla o paso wankilla è una danza rituale preincaica della parte centrale del Callejón de Conchucos (in particolare nella zona di Conchucos, nelle province di Asunción e di Carlos Fermín Fitzcarrald), diffusasi durante il periodo coloniale anche a Piscobamba e Pomabamba, in Perù. Nel centro abitato di Pariacaca, nella provincia di Carhuaz, si pratica una danza che porta lo stesso nome, ma che non ha alcuna parentela con le mosse e l'abbigliamento; unico elemento comune è il copricapo di piume.
Il paso huanquilla è danzato da undici persone: un caporale, due guide e otto ballerini che si muovono tra essi, chiamati traseros. L'abbigliamento del caporale si distingue da quello degli altri per la presenza di un cappello al posto del copricapo di piume e di una redingote o un frac al posto di un gilet di seta rossa o azzurra.
La danza viene rappresentata la settimana precedente alla festività della Madonna della Mercede. Al suono di arpe e violini, la coreografia prevede che il caporale, con un bastone in mano a simboleggiare il potere, faccia retrocedere i ballerini dividendoli in due file; al termine della rappresentazione le altre figure si avventano sul caporale, esponendolo in tal modo al ridicolo. La danza rappresenta probabilmente una forma di satira nei confronti del potere spagnolo.
Il paso huanquilla è stato inserito nel 2009 nella lista del patrimonio culturale immateriale del Perù in quanto elemento distintivo dell'identità regionale e nazionale.